# Simiste
Simiste (Duits: Simmiste) is een plaats in de Estlandse gemeente Muhu, provincie Saaremaa. De plaats heeft de status van dorp (Estisch: küla). Tussen 1977 en 2017 heette het dorp Simisti.

## Bevolking
Het dorp had 26 inwoners op 31 december 2011 en 45 inwoners op 31 december 2021.

## Ligging
Simiste ligt aan de zuidkust van het eiland Muhu.

## Geschiedenis
Simiste werd voor het eerst genoemd in 1627 onder de naam Simeste Michell. ‘Simeste’ is afgeleid van de voornaam Simeon. In 1645 lag Simiste onder de naam Simmist als dorp in de Wacke Kuiste (Kuivastu). Een Wacke was een administratieve eenheid voor een groep boeren met gezamenlijke verplichtingen. In 1798 lag het dorp onder de naam Simist op het landgoed Peddast (Pädaste).
In 1977 werd het buurdorp Raegma bij Simiste (toen Simisti) gevoegd. In 1997 werd het weer een zelfstandig dorp.